# 앙완티보
앙완티보는 로리스과의 앙완티보속(Arctocebus)에 속하는 곡비원류 영장류의 총칭으로 2개 종이 포함된다. 노란색 또는 황금색의 털 색깔때문에 골든포토로 알려져 있기도 한다.
앙완티보는 아프리카 열대 지방에 살며, 나이지리아, 콩고민주공화국의 카메룬 북부에 분포한다.
22 ~ 30 cm 크기까지 자라며, 대부분 꼬리가 전혀 없다. 이들의 몸무게는 0.5 kg에 불과하다. 털 색깔은 노란 갈색에서 황금색까지 띤다. 주둥이는 다른 로리스원숭이들 보다 조금 뾰족하고, 둥근 귀를 지니고 있으며, 곰을 닮은 생김새때문에 독일어로는 "곰원숭이"(Bärenmakis)라고 한다.
무리를 짓지 않고 살며, 야행성이고 나무 위에서 생활한다. 숲의 저지대와 덤불을 선호한다. 낮에는 나뭇잎 뒤에 숨어서 시간을 보낸다. 모든 로리스원숭이들처럼 움직임이 느린 게 특징이다.
앙완티보의 먹이는 주로 곤충(대부분 모충)이며, 가끔 과일을 먹기도 한다. 이들은 움직임이 조심스럽고 냄새를 잘 맡기 때문에, 먹이에게 조용히 다가가서 번개처럼 재빨리 낚아챈다.
숫놈들은 자신들의 영역 내에 겹치는 모든 암컷들과 짝을 짓는다. 임신기간은 130일이며, 새끼는 한 번에 한 마리를 낳는다. 처음에 새끼는 어미 배에 매달려 지내고, 나중에는 어미가 먹이를 찾을 때에는 나무가지 둥지에 남겨진다. 새끼는 3~4개월 이내에 젖은 떼고, 약 6개월이면 어미를 떠나며, 8~10개월이면 완전히 다 자란다. 앙완티보의 수명은 최대 13년이다.

## 하위 종
- 칼라바르앙완티보 (Arctocebus calabarensis)
- 황금앙완티보 (Arctocebus aureus)